# 周波数特性
周波数特性（しゅうはすうとくせい）とは、周波数と何らかの物理量との関係を表したものである。英語で"frequency response"となることからf特、f特性と呼ばれることもある。

## 音響分野における周波数特性
音響機器や回路等の入力を一定にした状態で、周波数を変化させた時、出力がどのように変化するかを表した物である。Y軸に出力レベル、X軸に周波数の目盛りを取ったグラフに描いた曲線で表される。この場合、Y軸はdBでX軸は対数目盛りで表されることが多い。
スピーカーやマイクロフォンの周波数特性は、機械的振動と電気的信号の変換効率を周波数の変化に対して測定したもの。

## 電子回路/電気回路/電子機器における周波数特性
電気・電子回路や電子機器においては、周波数特性は温度特性と並んで重要な特性である。周波数特性の評価にはスペクトラムアナライザやネットワークアナライザが用いられる。無線機の場合は、測定者が通信周波数を変えながら測定をおこないグラフ用紙にプロットするか、パーソナルコンピュータを組み合わせて自動測定をする。
回路や機器では、部品自体の周波数特性の変化が激しいため、振幅特性のみならず、ほとんどすべての特性が周波数によって変化する。

### キャパシタの周波数特性

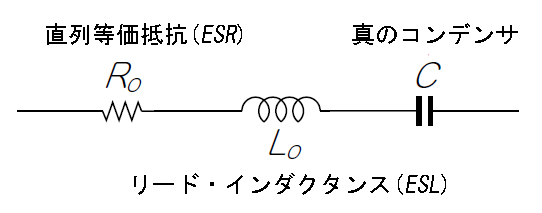
ESRとESLを考慮する場合の等価回路

理想的なキャパシタのインピーダンスは、周波数に反比例する。しかし（キャパシタに限らず）一般に、現実の素子は様々な寄生成分を持つ。しばしば、図のような等価回路にモデル化される。ここで重要なのが直列等価抵抗(ESR)や直列等価インダクタンスまたはリードインダクタンス(ESL)である。これらの存在により、ある周波数まではインピーダンスは理想的な場合に似たように降下していくが、ESRとESLの存在により、ある周波数で極小値に到達した後は、さらに周波数を上げていくとインピーダンスは上昇していく。このような傾向があるのはあらゆる現実のキャパシタにおいて共通だが、アルミ電解コンデンサでは比較的低い周波数でそうなるのに対し、積層セラミックコンデンサではインピーダンスの極小値を得る周波数が比較的高い。回路での利用のしかたによっては、これらをよく考慮する必要がある。キャパシタでは、インピーダンスが極小値を取る周波数が高いことを、周波数特性が良いと呼ぶ。

## 無線工学
アンテナは一般に給電する高周波の周波数に対して入力インピーダンスが変化する。周波数ごとのインピーダンスを測定するにはアンテナ・アナライザを用いる。
電波伝播において、電波の伝播経路上に周波数特性が時間とともに変化する媒体が存在すると受信側で信号が歪む。これを選択性フェージングという。